# Macolor macularis
Macolor macularis és una espècie de peix de la família dels lutjànids i de l'ordre dels perciformes.

## Morfologia
- Els mascles poden assolir 60 cm de longitud total.[3][4]

## Alimentació
Menja, de nit, principalment zooplàncton.

## Hàbitat
És un peix marí de clima tropical i associat als esculls de corall que viu entre 3-90 m de fondària.

## Distribució geogràfica
Es troba des de les Illes Ryukyu fins a Austràlia i Melanèsia.

## Ús comercial
És una espècie habitual als mercats de la seua àrea de distribució, principalment fresc.